# Franco Cortés
Franco Ignacio Cortés Aguirre (Coquimbo, Chile, 7 de agosto de 2000) es un futbolista chileno que juega como centrocampista en Santiago Morning de la Primera B de Chile.

## Trayectoria
Oriundo de Coquimbo, su Homónimo padre es miembro de la reconocida banda chilena Los Viking's 5.Se inició en el fútbol a los 4 años en la escuela de fútbol oficial de Coquimbo Unido, para después jugar en los equipos de su colegio y regresar a las Divisiones inferiores del conjunto filibustero. Luego, estuvo en la sub-16 de Universidad de Chile. Luego, tras no poder regresar a Coquimbo Unido, se une a las filas de Deportes La Serena, donde debuta el 2 de junio de 2019, en un partido ante Union San Felipe válido por el campeonato de Primera B 2019, la cual se disputó con juveniles.
Para 2020, volvió a Coquimbo Unido, debutando con la camiseta aurinegra el 15 de junio de 2021 en el partido ante Rodelindo Román válido por Copa Chile. El 5 de agosto de 2021, marcó su primer gol ante Fernández Vial por la misma competición. A fin de temporada, se coronó como campeón de la Primera B. En enero de 2022 firmó su primer contrato como profesional con el conjunto pirata.
Tras no obtener regularidad en el conjunto coquimbano, el 18 de diciembre de 2023 es anunciado como nuevo jugador de Deportes Temuco de la Primera B.

## Clubes
| Club               | País  | Año       |
| ------------------ | ----- | --------- |
| Deportes La Serena | Chile | 2019      |
| Coquimbo Unido     | Chile | 2020-2023 |
| Deportes Temuco    | Chile | 2024      |
| Santiago Morning   | Chile | 2025-Act. |

## Palmarés

### Campeonatos nacionales
| Título    | Club           | País  | Año  |
| --------- | -------------- | ----- | ---- |
| Primera B | Coquimbo Unido | Chile | 2021 |